# Puggle

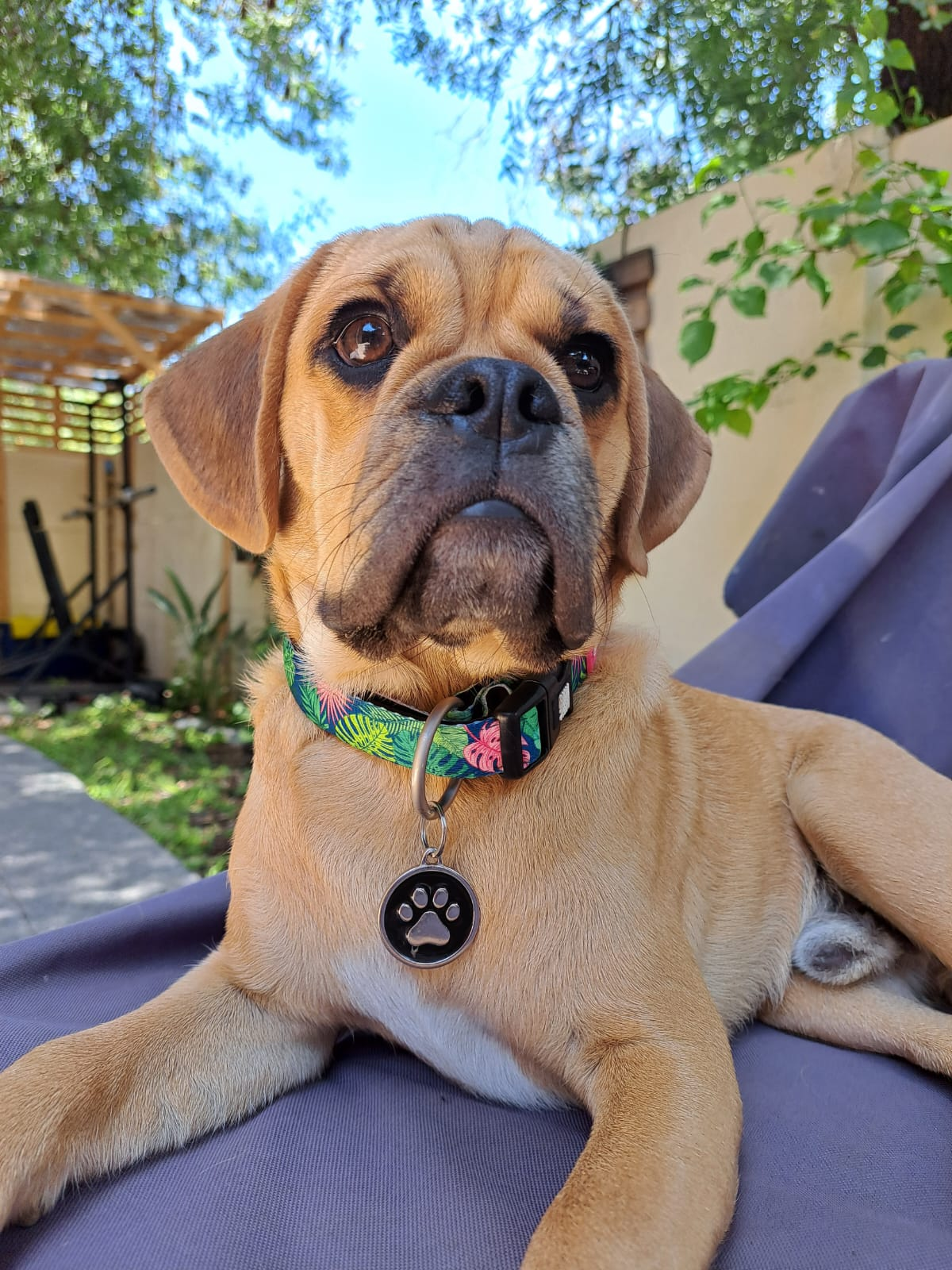
Puggle

Puggle es el nombre de un cruce o mezcla entre las razas de perros beagle y pug.

## Historia
Wallace Havens, criador de Wisconsin, obtuvo el primer ejemplar de puggle en los años ochenta. Havens acuñó el término "puggle" y fue el primero en registrar dicho híbrido en la American Canine Hybrid Club, organización que se encarga de clasificar los cruces entre canes. En la actualidad, los puggles son comercializados, especialmente para personas que desean una raza de perro diferente a las comunes. 

## Descripción

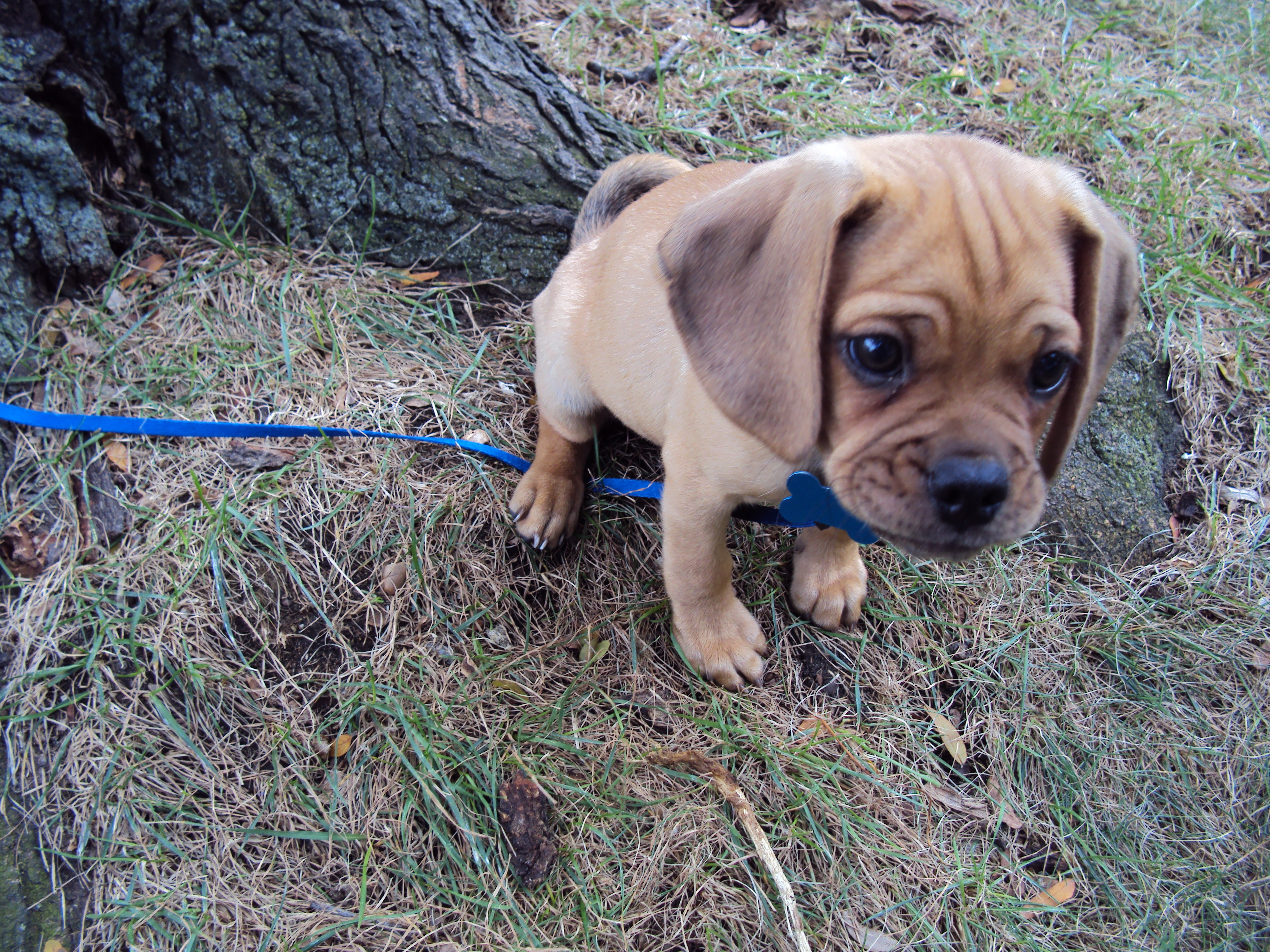
Puggle cachorro

Los puggles llegan a pesar en su estado adulto entre 15 y 30 libras. Pueden tener varios colores, dependiendo de las características heredadas de sus padres. Los colores más comunes son ciervo, café y negro.
Pueden sufrir de epilepsia canina. Algunos puggles pueden ser propensos a alergias provocadas por la comida y el ambiente. Dada la forma de su  hocico, el puggle es más resistente a los problemas respiratorios, propios de la raza pug.

## En la cultura popular
La serie de televisión de Netflix It's Bruno!, estrenada en 2019 y dirigida por Solvan Naim, relata las aventuras de un perro puggle llamado Bruno y su dueño en las calles de Bushwick, Brooklyn.